# Baby Lasagna
Marko Purišić (* 5. července 1995 Umag), známější jako Baby Lasagna, je chorvatský zpěvák, skladatel a hudební producent. V roce 2024 reprezentoval Chorvatsko na Eurovision Song Contest 2024, s písní „Rim Tim Tagi Dim“ se umístil na druhém místě.

## Kariéra
Od roku 2011 do roku 2016 a od roku 2018 do roku 2022 byl Purišić kytaristou chorvatské rockové kapely Manntra. Ještě jako člen kapely se v roce 2019 zúčastnil festivalu Dora, kde se s písní „In the Shadows“ probojoval na 4. místo. V roce 2023 kapelu opustil a rozhodl se pokračovat v sólové kariéře. 21. října 2023 vydal svůj debutový singl „IG Boi“ pod pseudonymem Baby Lasagna. O dva měsíce později vyšel jeho druhý singl „Don't Hate Yourself, But Don't Love Yourself too Much“.
Purišić se do festivalu Dora přihlásil opět v roce 2024, tentokrát s písní „Rim Tim Tagi Dim“. 25. února 2024 soutěž vyhrál a stal se tak reprezentantem Chorvatska v nadcházejícím ročníku Eurovision Song Contest.
Purišić své umělecké jméno vymyslel díky aha efektu – napadlo ho v okamžiku, kdy si na trhu chtěl koupit vodu, aby zapil prášek na bolest hlavy.
Jeho hudba je popisována jako směs pop punku, techna, metalu a house music. Purišić často čerpá z vlastního života, osobních zkušeností a zabývá se širšími společenskými problémy, zejména těmi, které ovlivňují jeho vlast. Jeho píseň „Rim Tim Tagi Dim“ popisuje příběh mladého chlapce z Chorvatska, který hledá lepší budoucnosti v jiné zemi.

## Diskografie

### Singly
- 2023: „IG Boy“
- 2023: „Don't Hate Yourself, But Don't Love Yourself too Much“
- 2024: „Rim Tim Tagi Dim“
- 2024: „and I”
- 2024: „Biggie Boom Boom”